# Pak Sung-hyok
Pak Sung-hyok (* 30. Mai 1990) ist ein nordkoreanischer Fußballspieler.

## Karriere
Pak tritt international als Spieler der Sportgruppe Sobaeksu in Erscheinung, einem Klub der Koreanischen Volksarmee.
Er nahm mit der nordkoreanischen Nationalmannschaft 2009 an der Qualifikationsrunde zur Ostasienmeisterschaft 2010 teil und kam beim überraschenden Ausscheiden zu zwei Einsätzen als Einwechselspieler. Von Nationaltrainer Kim Jong-hun wurde er als jüngster Spieler in das 23-köpfige nordkoreanische Aufgebot für die Weltmeisterschaft 2010 in Südafrika berufen, blieb aber ohne Einsatz.